# Ağaşirin Cəfərov
Ağaşirin Cəfərov (ur. 10 lipca 1906 we wsi Bałłydżały w rejonie Neftçala, zm. 3 maja 1984 w Neftçali) – radziecki wojskowy, Bohater Związku Radzieckiego (1943).

## Życiorys
Urodził się w azerskiej rodzinie chłopskiej. Miał wykształcenie podstawowe, pracował jako traktorzysta w kołchozie, był mechanizatorem rolnictwa, od 1931 należał do WKP(b). W październiku 1941 został powołany do Armii Czerwonej, od listopada 1942 brał udział w wojnie z Niemcami jako celowniczy karabinu maszynowego, latem i jesienią 1943 wyróżnił się w walkach na Froncie Południowym, m.in. pod Taganrogiem, gdzie odparł kilka niemieckich kontrataków i zabił, według oficjalnych raportów, 56 żołnierzy wroga. W październiku 1943 uczestniczył w walkach w rejonie Melitopola; został wówczas trzykrotnie ranny, mimo to nadal prowadził ogień. Po wojnie został zdemobilizowany, wrócił do rodzinnej wsi, gdzie został przewodniczącym kołchozu i rady wiejskiej. Jego imieniem nazwano ulicę w Neftçali.

## Odznaczenia
- Złota Gwiazda Bohatera Związku Radzieckiego (1 listopada 1943)
- Order Lenina
- Order Wojny Ojczyźnianej II klasy

I medale.